# Зеркалова Дарія Василівна
Дарія Васи́лівна Зерка́лова — російська акторка. Народна артистка Росії (1947).

## Життєпис
Народилася 1 квітня 1901 року в селі Анатолівка Тираспольського повіту. Померла 5 вересня 1982 року в Москві. Закінчила приватні драматичні курси в Одесі (1921). Працювала у театрах Одеси і Харкова. З 1924 року — Москви.

## Фільмографія
Знімалась в українських фільмах:
- «Знову на землі» (1921, ексцентрична дівиця),
- «Потоки» (1923, Ганя),
- «Укразія» (1925, Катя).
- «Остання ніч» (1935)[1].